# U-Boot-Bunker Balaklawa

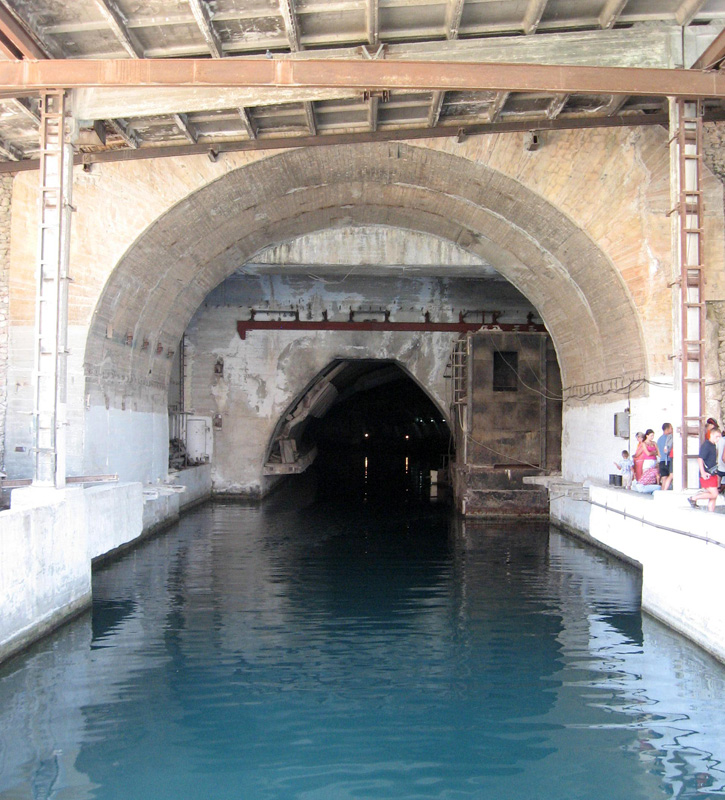
Nordöstliche Einfahrt zum Bunker

Der U-Boot-Bunker in Balaklawa auf der Halbinsel Krim war ein atombombensicherer U-Boot-Stützpunkt für Boote der Klassen Projekt 613, Projekt 633 und Projekt A615 inklusive Arsenal und Werft. Die nahe bei Sewastopol, dem Hauptstützpunkt der sowjetischen Schwarzmeerflotte gelegene Anlage war seinerzeit eines der geheimsten militärischen Projekte der Sowjetunion.

## Planung und Bau

Plan der heute öffentlich zugänglichen Teile des Bunkers

Die Bucht von Balaklawa ist strategisch besonders günstig gelegen. Durch die umliegenden Berge und die S-förmige Ausfahrt zum Schwarzen Meer ist der Hafen weder vom Land noch von See her einsehbar. Damit war dieser Hafen vor feindlicher Aufklärung bestens geschützt.
1947 befahl Stalin den Bau eines U-Boot-Stützpunktes, der auch nach einem nuklearen Angriff noch einsatzfähig wäre. Wegen der oben genannten geografischen Besonderheiten wurde Balaklawa als Standort ausgewählt. Zwischen 1954 und 1963 (andere Quellen sprechen von 1957 bis 1961) errichteten Pioniertruppen der Armee, unterstützt von zivilen Experten, die Anlage.
Die Gesamtfläche der Anlage umfasst 15.000 m² und sollte direkten Treffern mit einer Sprengkraft von 100 Kilotonnen TNT (der rund achtfachen Kraft der Hiroshima-Bombe) standhalten. Im Falle eines Atomkrieges könnten in der Anlage 3.000 Menschen bis zu 30 Tage autark überleben.
Die gesamte Anlage untergliederte sich in zwei Bereiche.

## Die Werft: Objekt 825 GTS

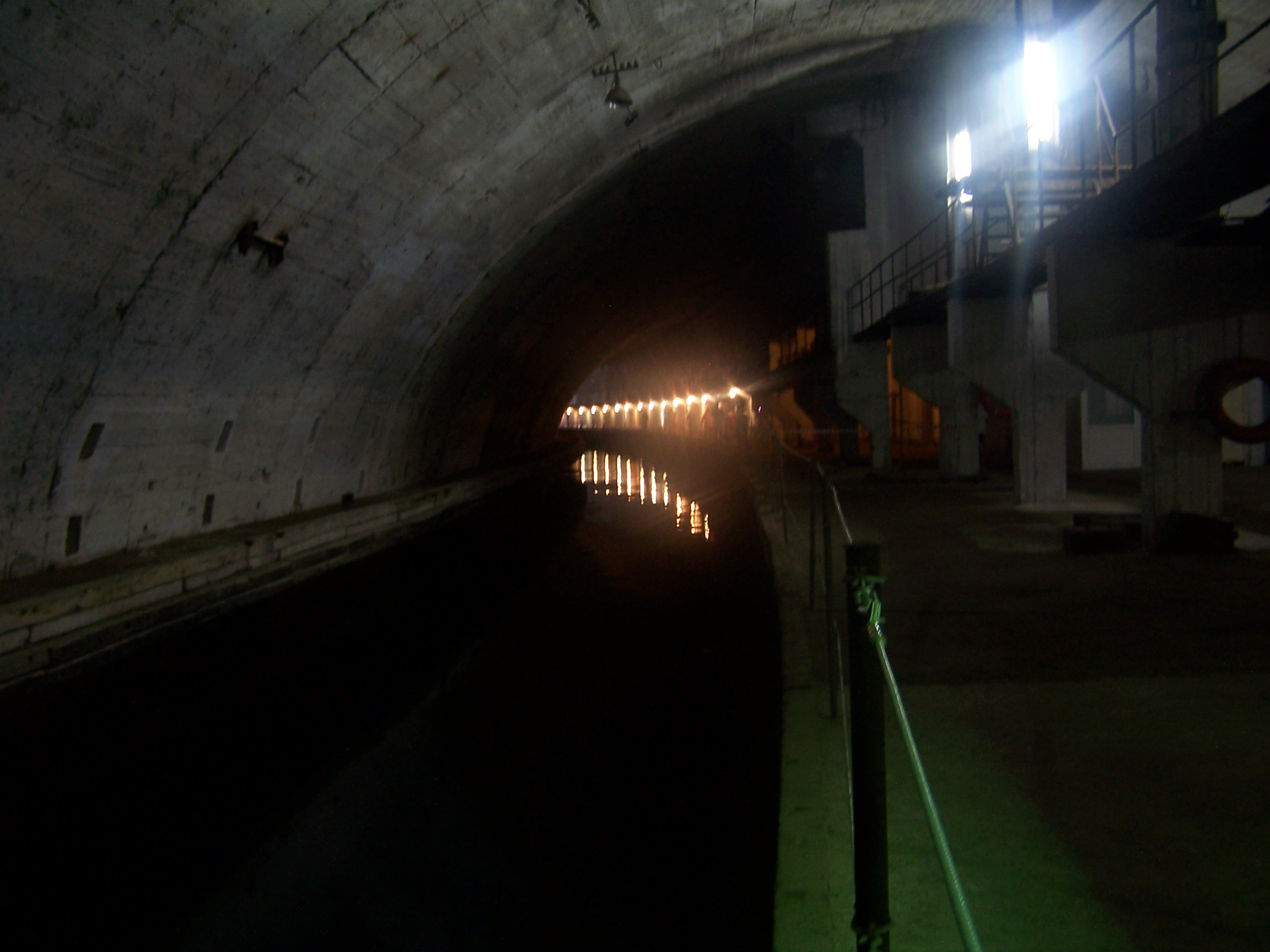
U-Boot-Kanal im Bunker

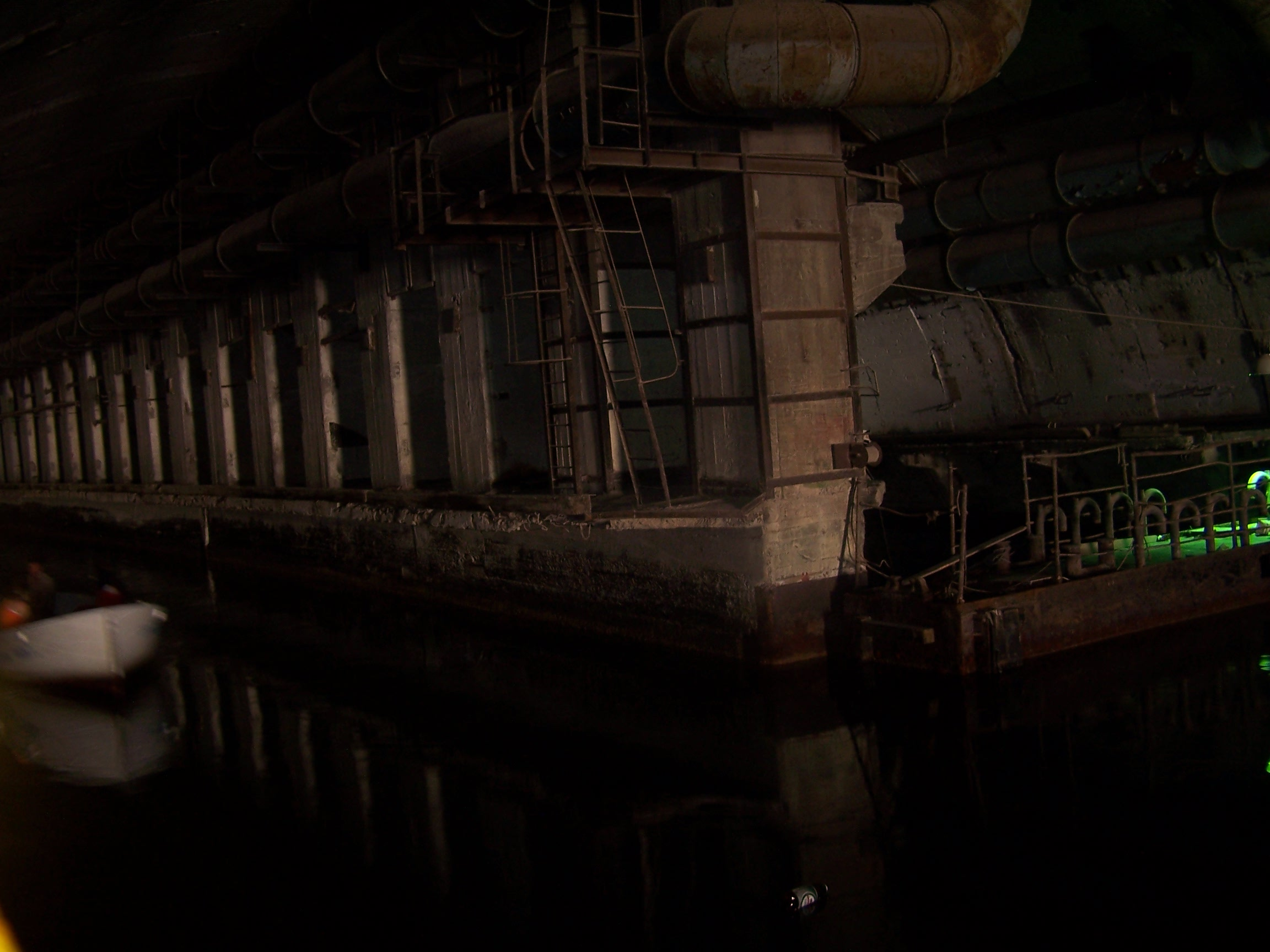
Das Trockendock

Das Objekt 825 GTS umfasste den eigentlichen U-Boot-Bunker, ein Trockendock mit Werkstätten zur Wartung und Reparatur von U-Booten sowie eine Abteilung für Wartung und Tests von Seeminen und Torpedos. Die Abkürzung GTS stand für „Hydrotechnische Anlage“ (russisch гидро-техническое сооружние) bzw. als Tarnung „Städtische Telefonanlage“ (russisch городская телефонная станция).
U-Boote fuhren vom Schwarzen Meer in die Bucht von Balaklawa und dann in die getarnte Einfahrt zum Bunker. Innerhalb des Bunkers befand sich ein 602 m langer Kanal mit einer Breite von 10 bis 22 m und einer Wassertiefe von 8 m. In diesem Kanal wurden die Boote gewartet und neu ausgerüstet und verließen den Bunker danach auf der gegenüberliegenden Seite des Berges Tawros. Ein- und Ausfahrt des Tunnels waren mit schweren versenkbaren Pontons geschützt und während des Kalten Krieges optisch getarnt.
In diesem Tunnel befand sich auch ein 102 m langes und 10 m breites Trockendock zur Reparatur von U-Booten. Die Werftliegezeit für eine komplette Wartung und Instandhaltung eines Bootes betrug ca. drei bis vier Wochen.
Im nördlichen Bereich des Bunkers, direkt neben der Einfahrt zum Kanal befand sich eine Abteilung für Überprüfung und Tests von Torpedos.
Einigen Quellen zufolge war das Projekt ursprünglich größer geplant. Es sollten bis zu vier Boote gleichzeitig gewartet und repariert werden können. Der damalige Staatschef Chruschtschow besuchte die Anlage im Jahr 1960. Er war erschrocken über die hohen Baukosten (einige Quellen sprechen von 67 Mio. Rubel für den Rohbau und weiteren 65 Mio. Rubel für die Ausrüstung). Außerdem war abzusehen, dass der Bunker für die modernen nuklearen U-Boote zu klein ist. Daher sprach er einen Baustopp aus. Nur die bis dahin schon 90%ige Einsatzbereitschaft der Anlage überzeugte ihn, den Bunker bis zum heutigen Ausbauzustand fertigstellen zu lassen.

## Das Arsenal: Objekt 820

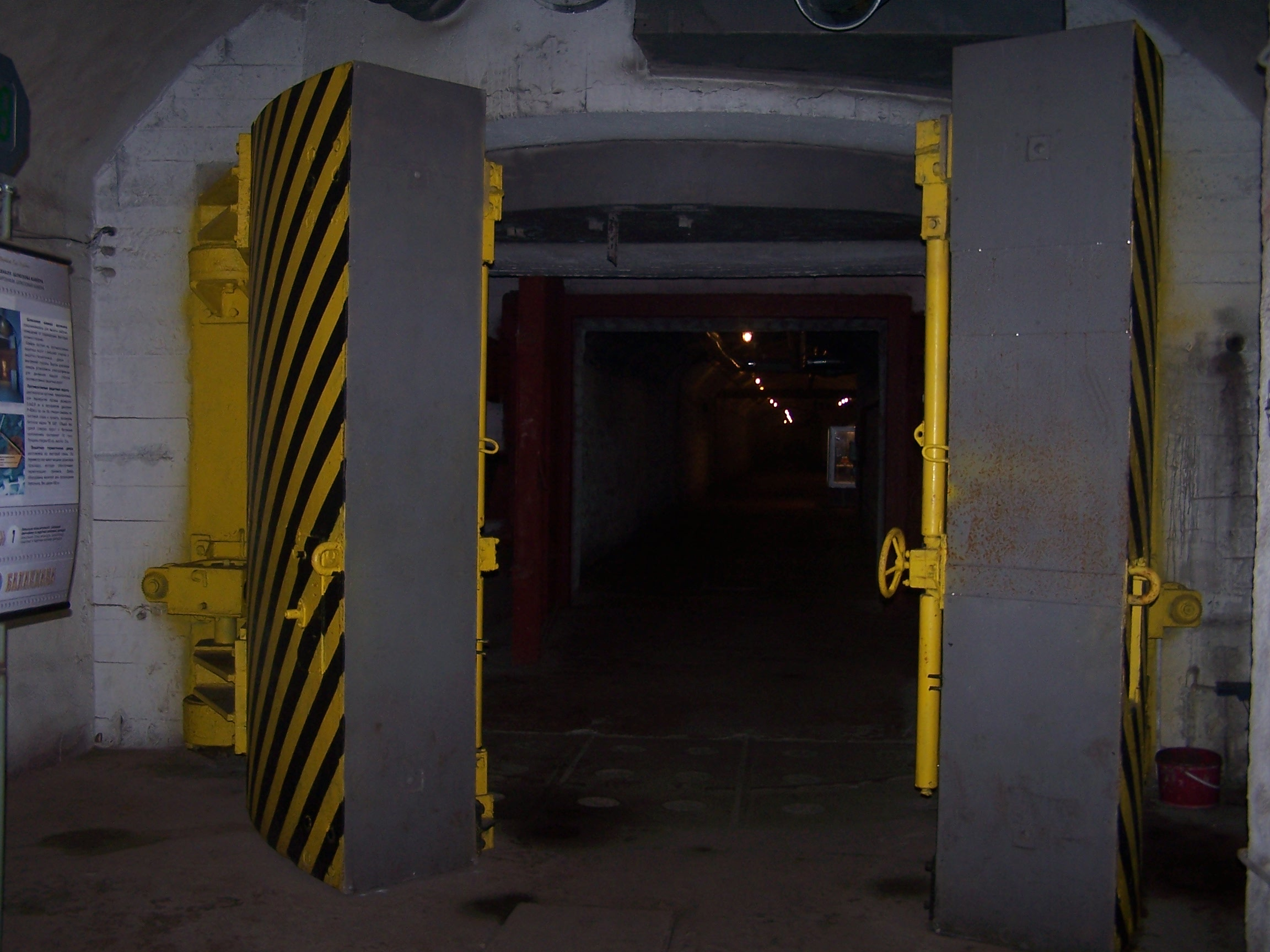
Atombombensicherer Eingang vom Kanal zum Arsenal, Reste der Gleisstrecke sind noch erkennbar

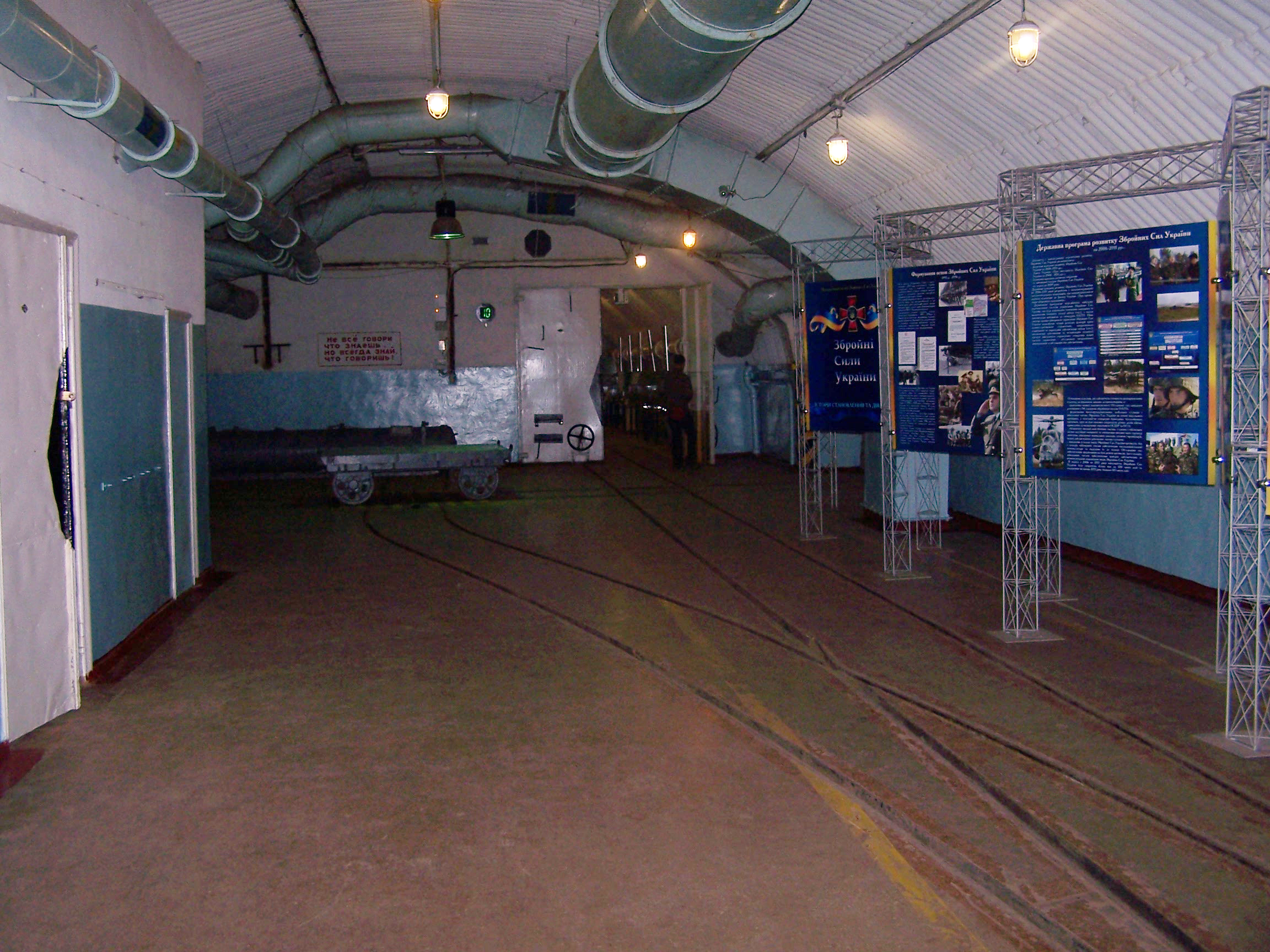
Ausstellung im Arsenal

Der zweite Teil des Komplexes war das Arsenal. Es diente zur Lagerung, Wartung, Reparatur und Tests der in den Booten benötigten Munition, einschließlich nuklearer Sprengköpfe. Für den Transport der Munition waren Gleisstrecken verlegt, auf denen Flachbordwagen geschoben wurden. Im Arsenal arbeiteten etwa 150 Personen. Bis zu 9500 Tonnen Treib- und Schmierstoffe wurden hier gelagert.

## Geheimhaltung
Das Gebiet Sewastopol selbst war als Stützpunkt der sowjetischen Schwarzmeerflotte eine geschlossene Stadt. Für diesen Stützpunkt wurde die Geheimhaltung rund um Balaklawa aber nochmals verschärft. Ein Besuch der Stadt war selbst für nahe Verwandte der Einwohner nur selten möglich. Der Ort und die Bucht wurden auf Karten nicht dargestellt. Der Aushub beim Bau des Bunkers wurde nur nachts auf dem Meer verklappt. Die Ein- und Ausfahrt der U-Boote wurde später mit den Überflugzeiten ausländischer Satelliten koordiniert. Da das Meer beinahe direkt an der Ausfahrt schon mindestens 30 m tief ist, bestand die Anweisung, sofort nach dem Auslaufen zu tauchen.

## Heutige Nutzung
Der Stützpunkt blieb bis zur Auflösung der UdSSR 1991 in Betrieb. Spätestens 1993 war er aufgegeben und unbewacht und wurde nach und nach geplündert. 2003 gab der Präsident der Ukraine die Anweisung, das Objekt an das Zentrale Museum der Streitkräfte der Ukraine zu übergeben und in eine Außenstelle umzuwandeln. Nach der Annexion der Krim 2014 fiel die Basis an Russland. Im Frühjahr 2025 tauchten Berichte auf, dass die russische Marine daran arbeite, die Basis wieder instand zu setzen.

## Ähnliche Anlagen
Ein ähnliches Objekt soll sich in Seweromorsk befinden, allerdings ist diese Stadt auch heute noch geschlossen, so dass nähere Informationen nicht bekannt sind. Dazu kommt noch die größtenteils fertiggestellte Anlage in der Pawlowski-Bucht im Fernen Osten.